# Makedonci
Makedonci (makedonsky Македонци, také makedonští Slované, Slavomakedonci) jsou jihoslovanský národ, představující 64,18 % obyvatelstva Severní Makedonie (1 300 000), menšiny žijí v Srbsku, Černé Hoře, Albánii aj., celkem 1 700 000. Jazykem je makedonština, písmo cyrilice, věřící jsou většinou pravoslavní, ale i muslimové (Torbešové).
Předky Makedonců byly slovanské kmeny, zejména Berziti, které přišly na území Makedonie během 6. a 7. století a smísily se s původními makedonskými obyvateli, jako byli Řekové a thrácké a ilyrské kmeny. V rámci balkánských válek řecká propaganda uplatňovala nárok na slovanskou část Makedonie také tvrzením, že makedonští Slované jsou ve skutečnosti poslovanštění Řekové, resp. původní Makedonci z dob před příchodem Slovanů na Balkán. Kontinuitu dnešního slovanského makedonského národa se starověkými Makedonci paradoxně zdůrazňuje i slavomakedonský národní romantismus a protiřecká nacionalistická propaganda, podle níž si Makedonci podrobili Ilyry, Panony a Thráky a poté helénské osady a porazili a podrobili si Řeky. Toto pojetí posilovala zejména vláda nacionalistické pravice Nikoly Gruevského v letech 2006–2016. Sociální demokraté premiéra Zorana Zaeva, kteří nastoupil k moci v září 2017, slíbili revizi učebnic.

## Osobnosti
Za otce myšlenky, že Makedonci jsou samostatný národ nezávislý na Bulharech a že makedonština je svébytný jazyk, je považován spisovatel Ďordi Pulevski. Mužem, který tuto myšlenku rozvinul a prokázal z hlediska etnografického, byl Krste Misirkov. Makedonská národní identita má však epicentrum v protiturecké vzpouře vedené revolucionáři Goce Delčevem, Janem Sandanskim, Dame Gruevem, Pitu Gulim či Dimitarem Vlahovem. O těchto revolucionářích se také zpívá v dnešní makedonské hymně (hudba Todor Skalovski, text Vlado Maleski) a jsou považováni za zakladatele národa. To však vyvolává třenice s Bulhary, kteří tyto politiky považují za Bulhary. Oni sami se označovali za Makedonce (jejich organizace nesla název Vnitřní makedonská revoluční organizace), ovšem spory se vedou o to, zda to mínili v etnickém smyslu a zda opravdu chtěli založit nový, na Bulharech nezávislý národ.
K prvním autorům makedonské literatury je počítán Kiril Pejčinovič. Za zakladatele moderní makedonské literatury ve 20. století je označován Kočo Racin, mj. též titovský partyzán. Nejvýznamnějším spisovatelem byl Blaže Koneski, který též významně přispěl ke kodifikaci spisovné makedonštiny. Významnou postavou je též prozaik a historik Ďordi Abadžijev či básník Mateja Matevski, dále Kole Nedelkovski, Venko Markovski, Gane Todorovski nebo Petre Mito Andreevski.
Nejslavnějším makedonským umělcem byl tragicky zahynulý zpěvák Toše Proeski. Úspěšnou byla rovněž romská hudebnice Esma Redžepovová a úspěšná je také zpěvačka Kaliopi. Nejúspěšnějším sochařem je brutalista Dušan Džamonja. Zlatého lva z Benátek a nominaci na Oscara má režisér Milčo Mančevski.
V éře titovské Jugoslávie byli významnou postavou makedonské politiky Lazar Koliševski a Metodija Andonov-Čento. Prezidenty samostatné Makedonie byli Kiro Gligorov, Boris Trajkovski, Branko Crvenkovski a Ďorge Ivanov. Premiéry Nikola Kljusev, Branko Crvenkovski, Ljubčo Georgievski, Hari Kostov, Vlado Bučkovski a Nikola Gruevski. Srgjan Kerim byl předsedou Valného shromáždění OSN.
Nejúspěšnějším makedonským fotbalistou je vítěz Zlaté kopačky Darko Pančev a vítěz Ligy mistrů Goran Pandev, trenérem Miljan Miljanić. Nejúspěšnějším házenkářem je Kiril Lazarov, basketbalistou Pero Antić.

## Galerie osobností

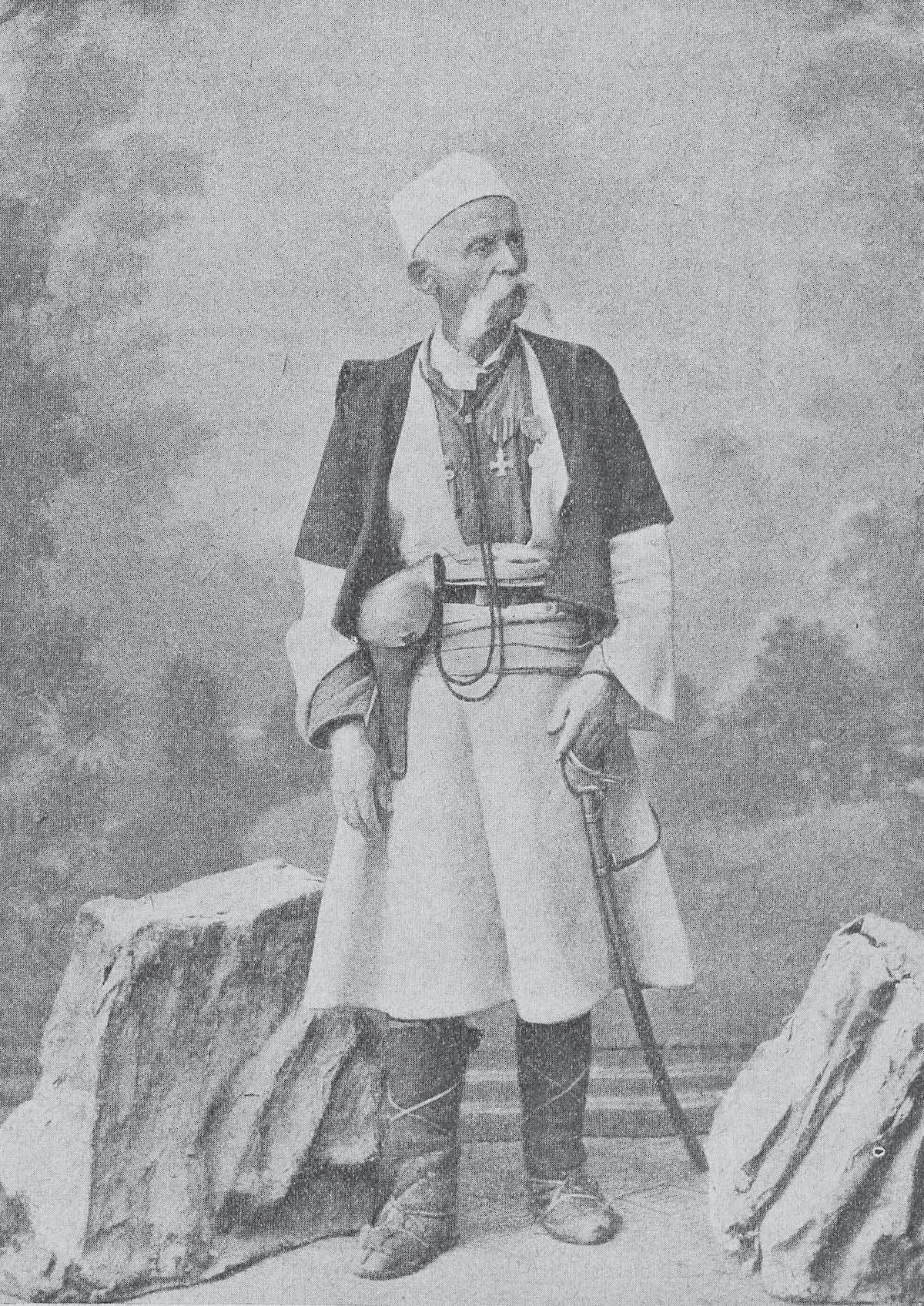
Gjorgjija Pulevski
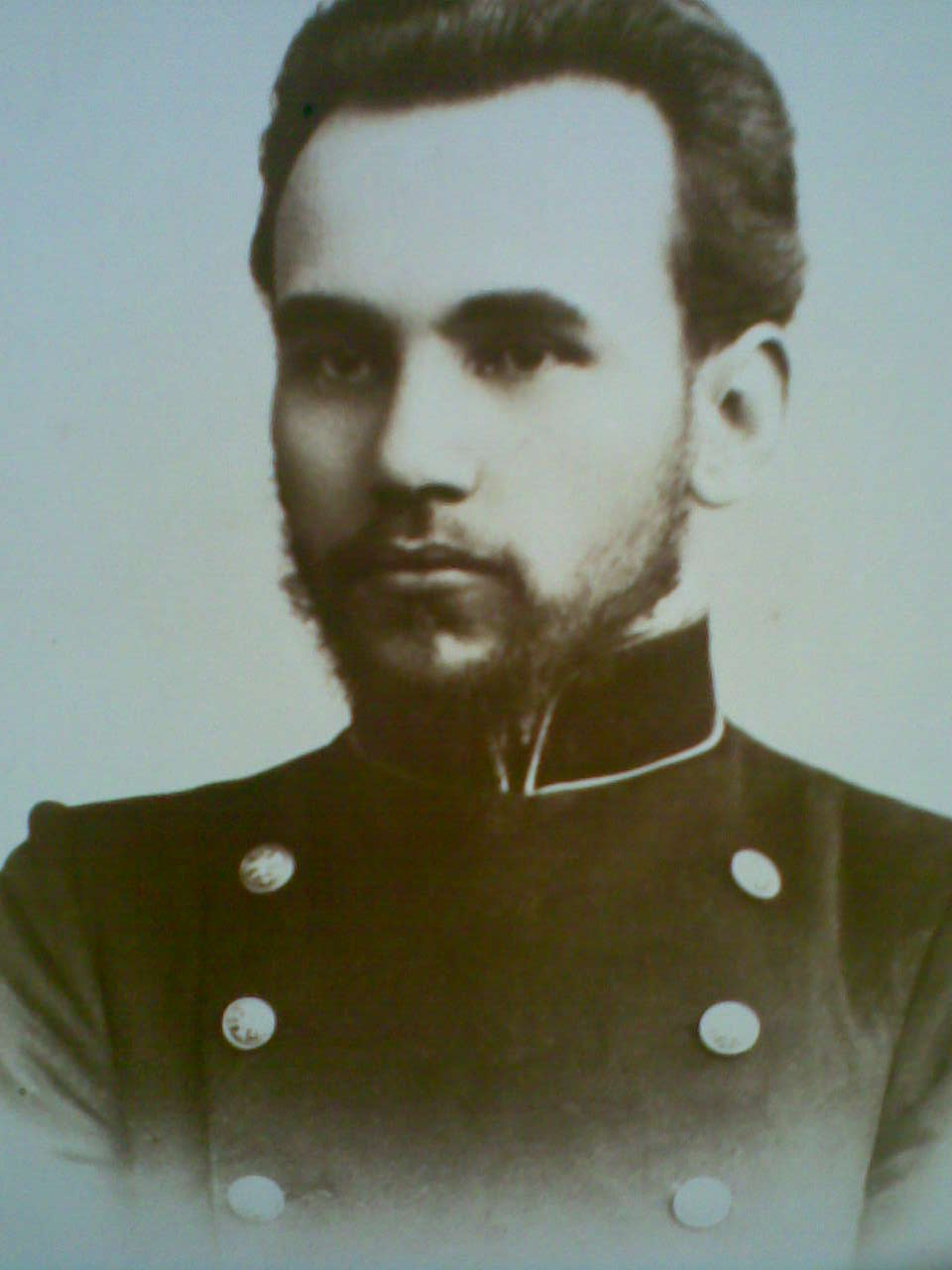
Dimitrija Čupovski
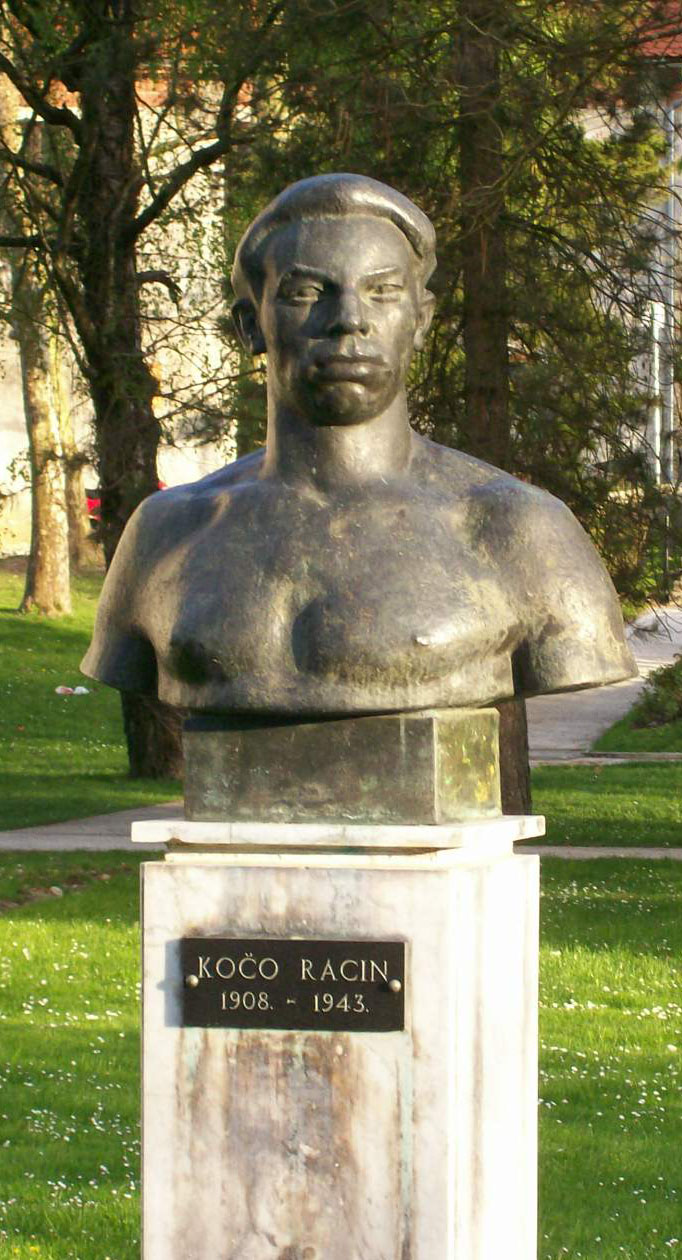
Kočo Racin
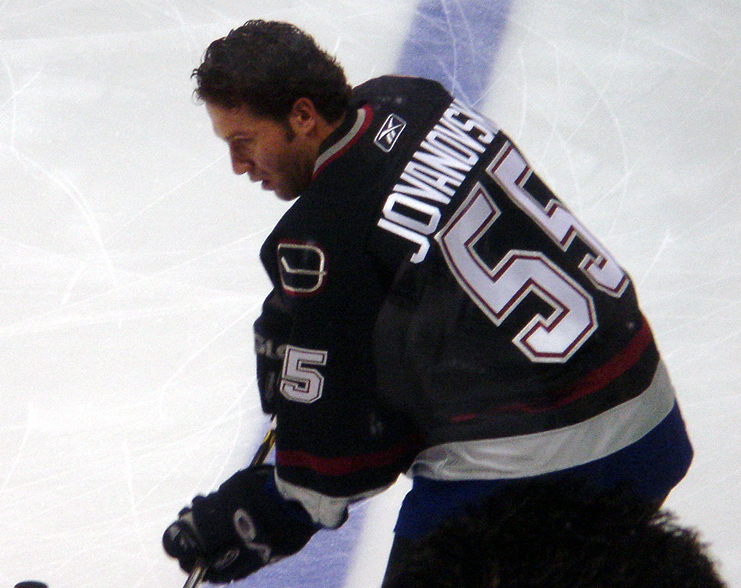
Ed Jovanovski
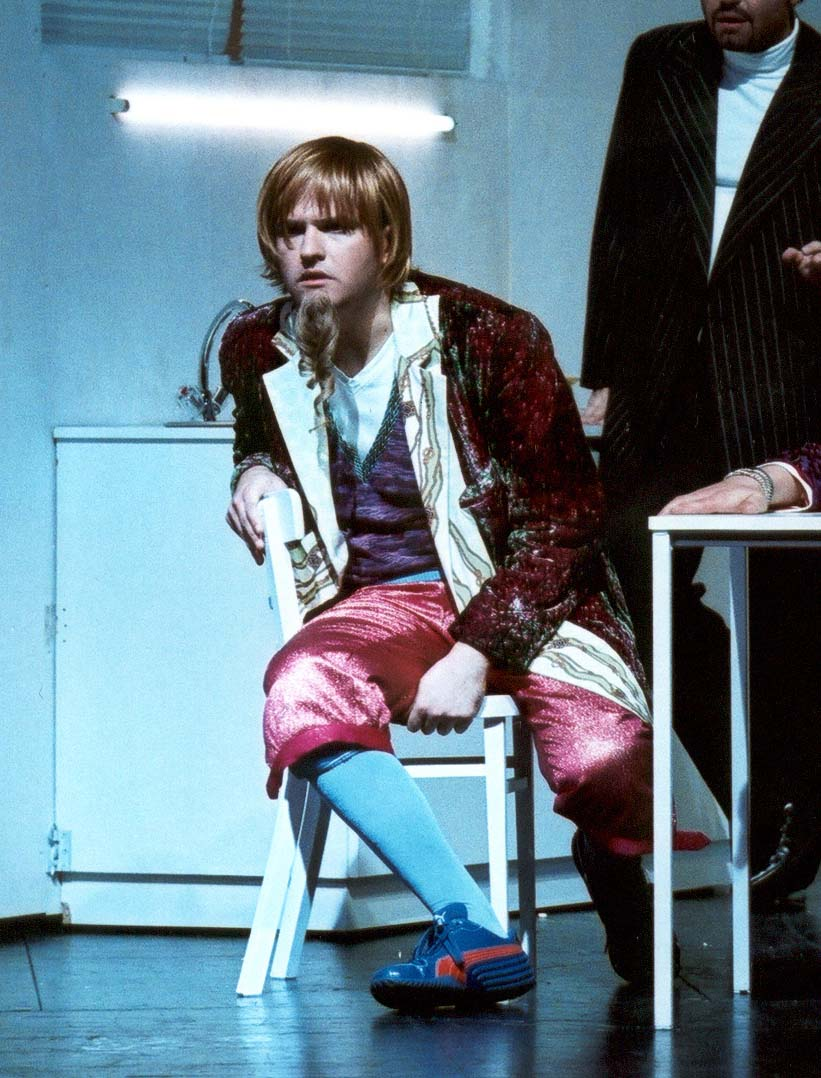
Blagoj Nacoski
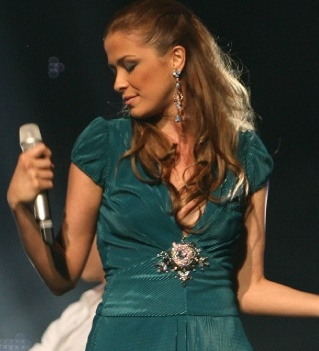
Karolina Gočeva
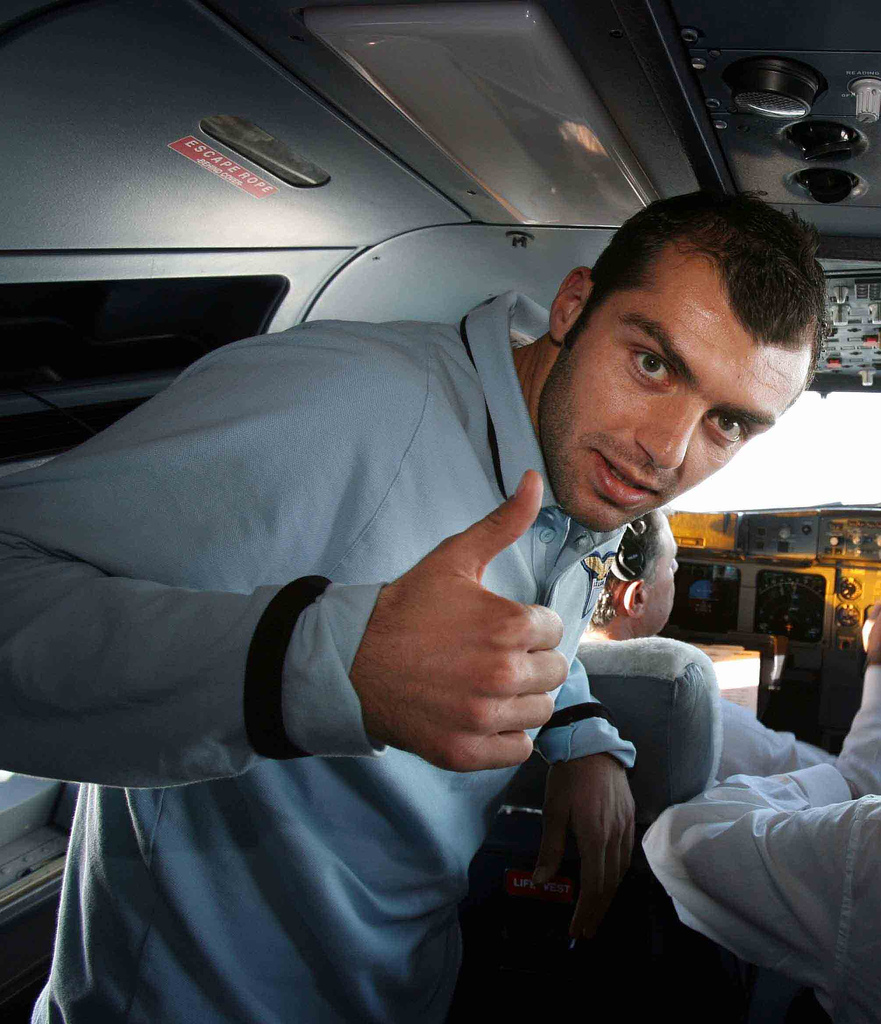
Goran Pandev
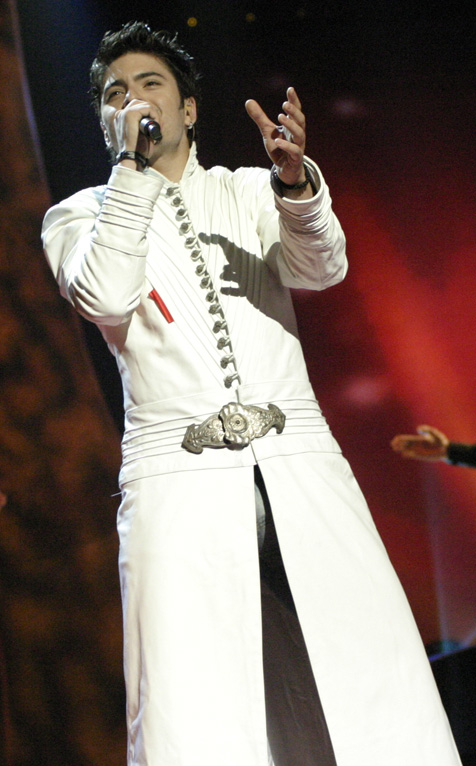
Toše Proeski
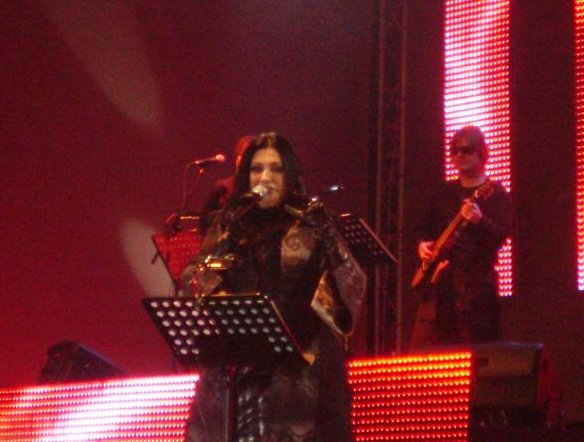
Kaliopi
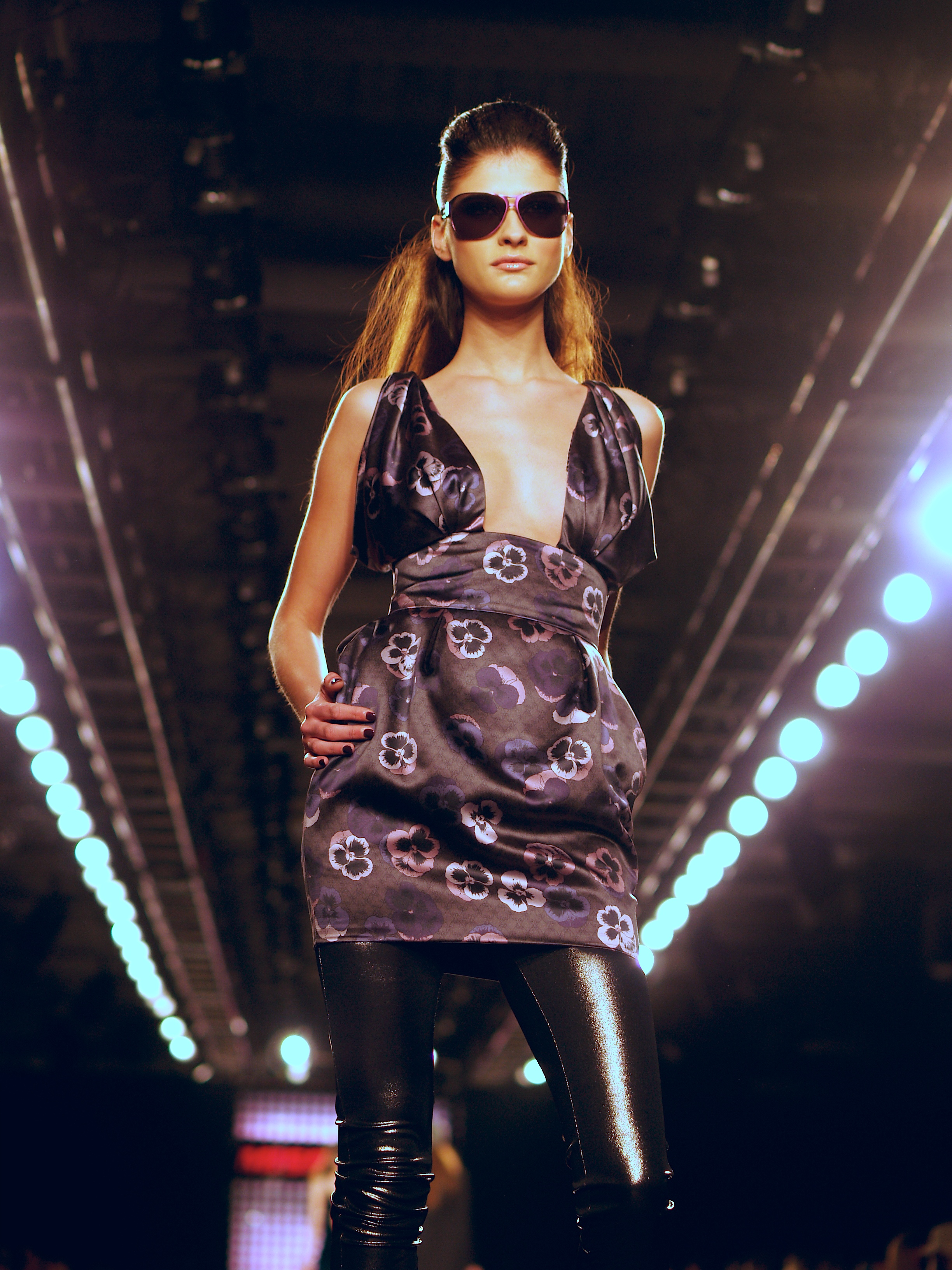
Katarina Ivanovska